# Castroverde de Campos
Castroverde de Campos è un comune spagnolo di 403 abitanti situato nella comunità autonoma di Castiglia e León.